# 小行星1894
小行星1894（1894 Haffner）是一颗围绕太阳公转的小行星。1971年10月26日，盧波什·科胡特克在汉堡发现了此天体。
該小行星以德國天文學家漢斯·哈夫納（Hans Haffner）命名。
这颗小行星的绝对星等为115.688163472785等。